# Canton de Lunas
Le canton de Lunas est une ancienne division administrative française située dans le département de l'Hérault, dans l'Arrondissement de Lodève.

## Historique
Depuis 2014, les communes du canton de Lunas sont rattachées soit au canton de Clermont-l'Hérault pour 9 communes (Avène, Le Bousquet-d'Orb, Brenas, Ceilhes-et-Rocozels, Dio-et-Valquières, Joncels, Lunas, Mérifons et Octon) soit au canton de Lodève pour 3 communes (Lavalette, Romiguières, Roqueredonde).

## Composition
Il était composé des douze communes suivantes :
| Nom                 | Code Insee | Intercommunalité      | Superficie (km2) | Population (dernière pop. légale) | Densité (hab./km2) |
| ------------------- | ---------- | --------------------- | ---------------- | --------------------------------- | ------------------ |
| Lunas (chef-lieu)   | 34144      | CC Grand Orb          | 44,89            | 658 (2014)                        | 15                 |
| Avène               | 34019      | CC Grand Orb          | 62,65            | 299 (2014)                        | 4,8                |
| Le Bousquet-d'Orb   | 34038      | CC Grand Orb          | 11,83            | 1 580 (2014)                      | 134                |
| Brenas              | 34040      | CC Grand Orb          | 10,59            | 50 (2014)                         | 4,7                |
| Ceilhes-et-Rocozels | 34071      | CC Grand Orb          | 27,82            | 311 (2014)                        | 11                 |
| Dio-et-Valquières   | 34093      | CC Grand Orb          | 18,77            | 148 (2014)                        | 7,9                |
| Joncels             | 34121      | CC Grand Orb          | 46,24            | 306 (2014)                        | 6,6                |
| Lavalette           | 34133      | CC Lodévois et Larzac | 8,54             | 61 (2014)                         | 7,1                |
| Mérifons            | 34156      | CC du Clermontais     | 6,74             | 48 (2014)                         | 7,1                |
| Octon               | 34186      | CC du Clermontais     | 21,81            | 493 (2014)                        | 23                 |
| Romiguières         | 34231      | CC Lodévois et Larzac | 3,45             | 27 (2014)                         | 7,8                |
| Roqueredonde        | 34233      | CC Lodévois et Larzac | 22,71            | 223 (2014)                        | 9,8                |

## Représentation

### Conseillers généraux de 1833 à 2015
| Période                                  | Période      | Identité                           | Étiquette   | Qualité |
| ---------------------------------------- | ------------ | ---------------------------------- | ----------- | --- |
| 1833                                     | 1836         | M. Brun                            |             | Négociant à Lunas |
| 1836                                     | 1845         | Jean-François Géraud père          |             | Notaire, juge suppléant au Tribunal civil de Lodève |
| 1845                                     | 1848         | Benoît Martin                      |             | Substitut du Procureur du Roi à Saint-Pons |
| 1848                                     | 1852         | Jacques Charles Martin             |             | Notaire à Ceilhes |
| 1852                                     | 1877         | Michel Chevalier                   | Droite      | Rédacteur en chef du journal Le Globe Ancien député de l'Aveyron (1845-1846) Membre du Conseil d'État Ingénieur en chef des Mines Président du Conseil Général (1853-1870) Sénateur (1869-1870) |
| 1877                                     | 1895         | Paul Leroy-Beaulieu                | Monarchiste | Economiste et essayiste Membre de l'Institut |
| 1895                                     | 1907         | Paul Vigné, dit Paul Vigné d'Octon | Rad.        | Médecin et écrivain, propriétaire à Octon Député (1893-1906) |
| 1907                                     | 1940         | Pierre Masse                       | Rad.        | Avocat Député (1914-1919) Sous-secrétaire d'Etat (1917) Sénateur (1938-1942) disparu au camp d'Auschwitz                                                                                        |
|                                          |              |                                    |             | |
| 1945                                     | 1976         | Jacques Masse (fils du précédent)  | DVG         | Avocat à la Cour d'appel de Paris Vice-président du Conseil général Maire de Lunas |
| 1976                                     | 1999 (décès) | Mathieu Ciffre (1932-1999)         | DVG puis PS | Agriculteur Maire de Lunas (1969-1999) |
| 1999                                     | 2015         | Rémy Paillès                       | PS puis DVG | Viticulteur Maire de Joncels depuis 1978 |
| Les données manquantes sont à compléter. |              |                                    |             | |

### Conseillers d'arrondissement (de 1833 à 1940)
Le canton de Lunas avait deux conseillers d'arrondissement.
| Période                                  | Période      | Identité                                  | Étiquette   | Qualité |
| ---------------------------------------- | ------------ | ----------------------------------------- | ----------- | --- |
| 1833                                     | 1839         | Jean Jacques Benoit (1796-1876)           |             | Aubergiste, maire de Lunas                                                                                  |
| 1833                                     | 1836         | Guilhaume Bonnafé (1808-1900)             |             | Propriétaire foncier, conseiller municipal de Joncels                                                       |
| 1836                                     | 1839         | M. Ollier fils                            |             | Propriétaire à Lavalette                                                                                    |
| 1839                                     | 1871         | Blaise Vigné                              |             | Notaire, propriétaire à Octon                                                                               |
| 1839                                     | 1848         | Jean François Sever Montagnol (1796-1862) |             | Avocat à Lunas, propriétaire à Caunas                                                                       |
| 1848                                     |              | Eugène Casimir Boulouys                   |             | Maire de Lunas                                                                                              |
| 1871                                     | 1874 (décès) | Charles Cathala (1814-1874)               |             | Maire de Ceilhes                                                                                            |
|                                          |              |                                           |             | |
|                                          | 1890 (décès) | André Mialane                             |             | Maire de Lunas                                                                                              |
|                                          | av.1891      | Jean-Antoine Galzin                       |             | Maire d'Avène                                                                                               |
|                                          |              |                                           |             | |
| 1892                                     |              | M. Lagarde                                | Radical     | Propriétaire à Lunas                                                                                        |
| 1898                                     | 1910         | Charles-Jean-François Gros                | Radical     | Agriculteur, entrepreneur de travaux publics, maire du Bousquet-d'Orb                                       |
| 1904                                     | 1919         | Thomas Boulouys (1860-1937)               | Libéral     | Médecin, propriétaire à Lunas                                                                               |
| 1910                                     | 1919         | Jean-Baptiste Cotté                       | Républicain | Maire du Bousquet-d'Orb                                                                                     |
| 1919                                     | 1922         | Fernand Martin                            |             | Maire de Lunas                                                                                              |
| 1919                                     | 1940         | Achille Marius Bénavenq (1876-1945)       | PRS         | Tailleur d'habits, maire de Ceilhes                                                                         |
| 1922                                     | 1940         | Clovis Berger                             |             | Maire du Bousquet-d'Orb                                                                                     |
| 1940                                     |              |                                           |             | Les conseils d'arrondissement ont été suspendus par la loi du 12 octobre 1940 et n'ont jamais été réactivés |
| Les données manquantes sont à compléter. |              |                                           |             | |

## La photo du canton

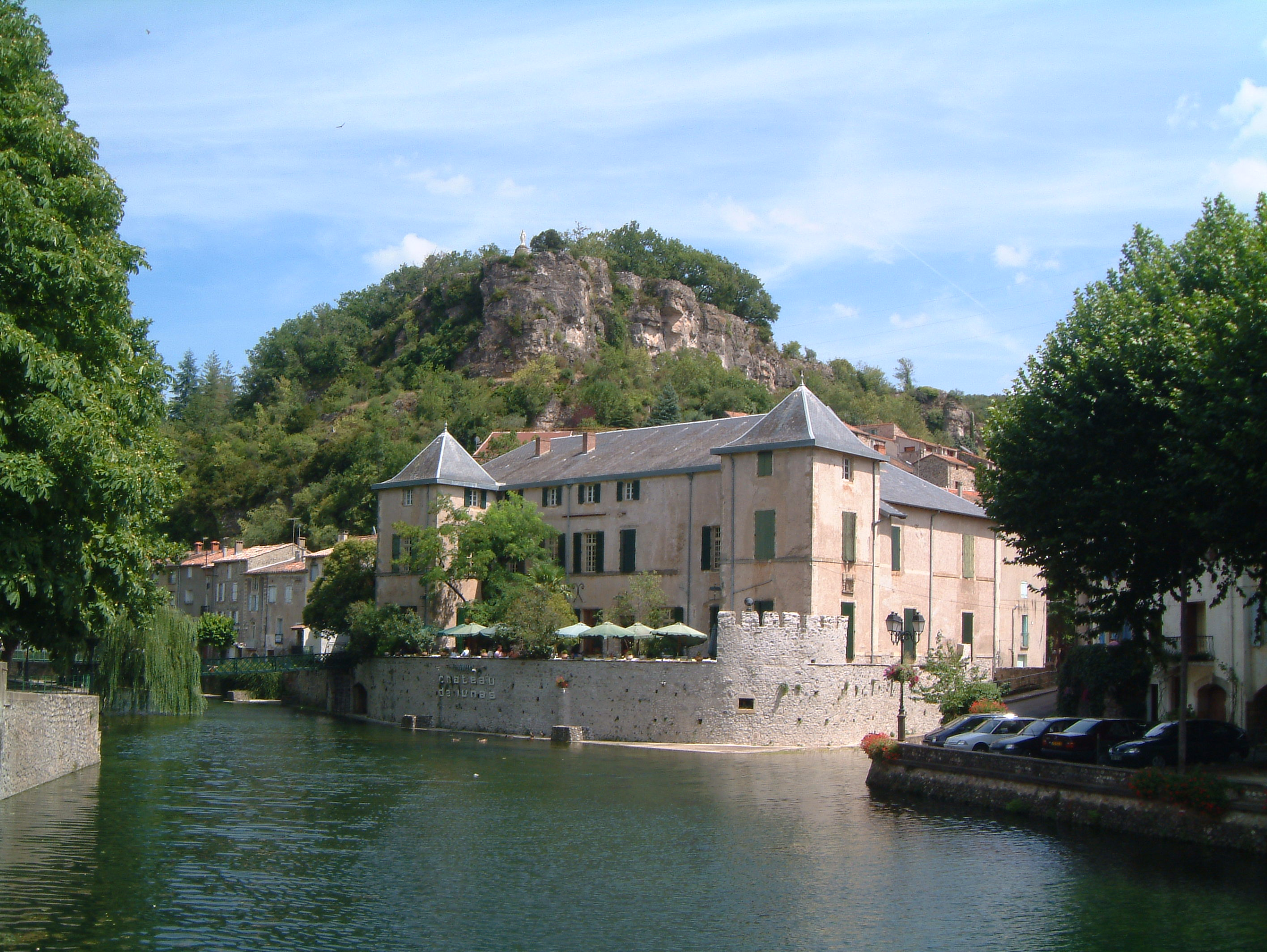
Le château de Lunas

## Démographie
| 1962  | 1968  | 1975  | 1982  | 1990  | 1999  | 2006  | 2011  | 2012  |
| ----- | ----- | ----- | ----- | ----- | ----- | ----- | ----- | ----- |
| 5 291 | 4 657 | 4 180 | 3 885 | 3 827 | 3 653 | 3 955 | 4 174 | 4 179 |